# 松倉重政

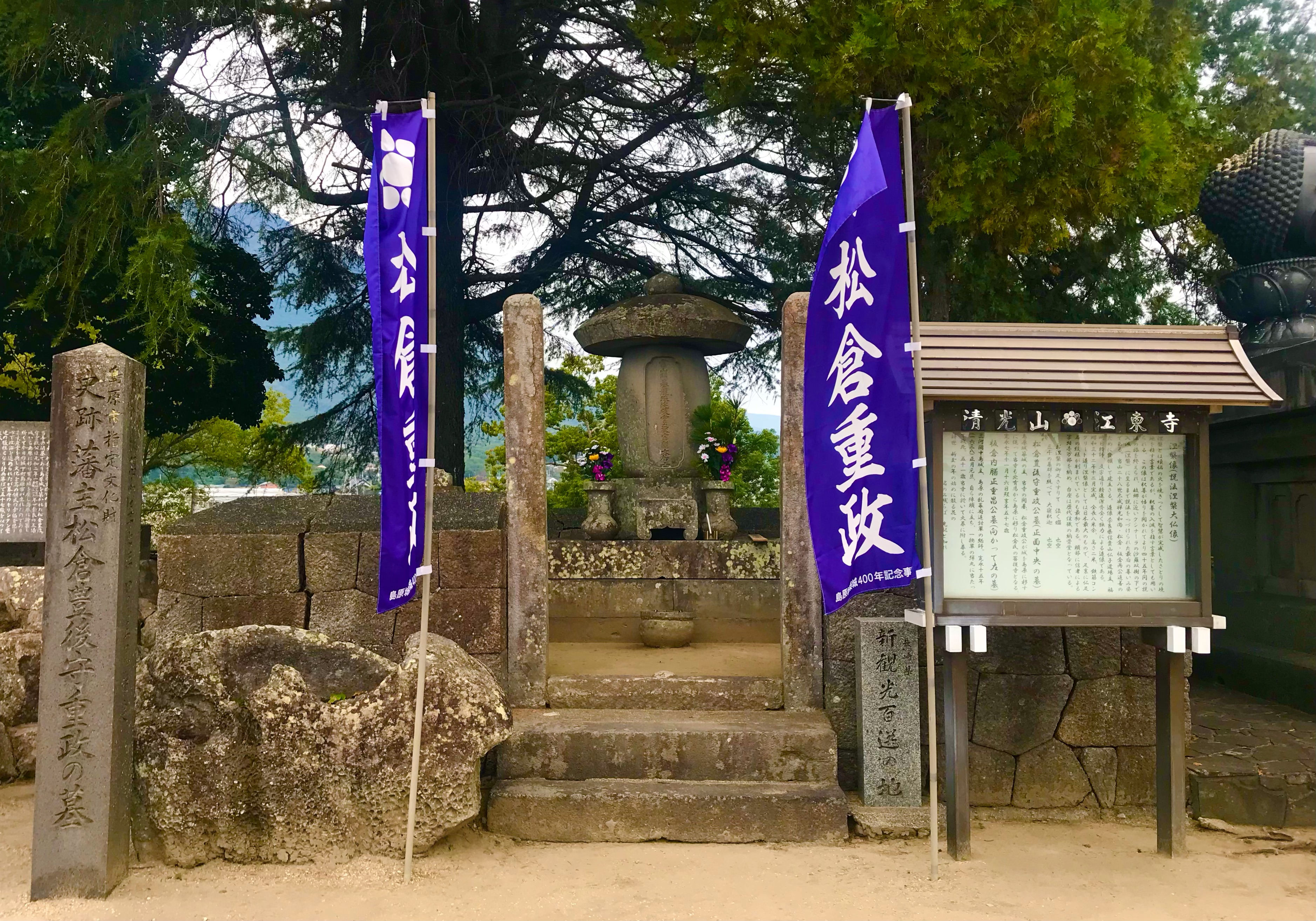
島原城築城主松倉重政の墓。島原市江東寺の開基。

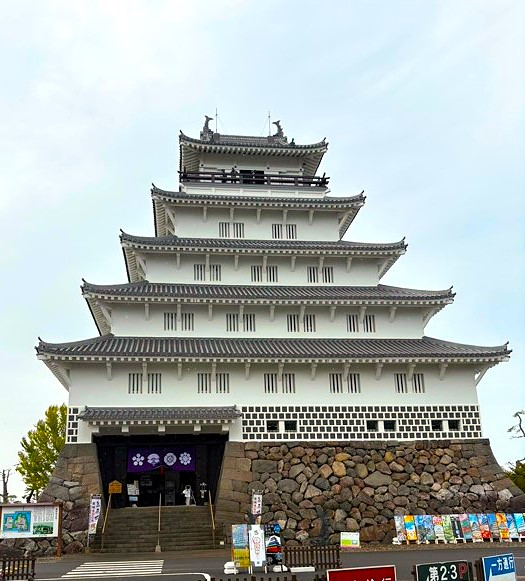
松倉重政築城の城

松倉 重政（まつくら しげまさ）は、戦国時代から江戸時代前期の武将、大名。大和五条藩主、肥前日野江藩初代藩主。松倉重信の長男。
日野江に入封後は苛政と搾取を行い、子の勝家と共に島原の乱の主因を作った。

## 生涯
はじめは筒井順慶に仕えていたが、順慶の没後、養子の定次が伊賀に転封されると、重政は大和に残って豊臣家の直臣となった。慶長5年（1600年）の関ヶ原の戦いでは単身参陣して徳川家康に認められ、大和の五条二見城主となった。五条では諸役を免除して商業の振興を図るなど、城下町の整備を行った。
慶長20年（1615年）の大坂夏の陣に際しては、大和郡山城の救援や、道明寺方面での後藤基次勢との戦いで功を上げた。翌元和2年（1616年）には有馬直純が慶長19年（1614年）に転封した後天領となっていた肥前日野江4万3千石を与えられた。
元和4年（1618年）、一国一城令にしたがって、従来あった原城と日野江城を廃して島原城の築城を開始した。禄高4万3千石でありながら10万石の大名の城に匹敵する分不相応な規模の城を築いたため、領民から過酷な搾取を行うこととなった。この際、検地を行い、領内の石高を実勢の倍近くに見積もり、領民の限界を超える税を取り立てた。この島原城の普請の際に功のあった千々石村の和田四郎左衛門義長の訴えにより、海風による塩害を防ぐために千々石海岸に堤防を築き松を植えさせた。この松は今日も防風林として千々石町に残っている。
さらに幕府への忠誠を示すため、禄高に見合わない規模の江戸城改築の公儀普請役を請け負い、それらの費用を捻出するために過酷な搾取を重ねた。
南蛮貿易の利を得ていた重政は入部当初、キリシタンを黙認していたが、江戸幕府のキリシタン弾圧政策に従って元和7年（1621年）になるとキリシタンの弾圧を開始した。最初はゆるやかなものだったが、寛永2年（1625年）に将軍徳川家光にキリシタン対策の甘さを指摘されると発奮し、徹底的な弾圧を開始した。顔に「吉利支丹」という文字の焼き鏝を押す、指を切り落とすなど種々の拷問を行い、寛永4年（1627年）には雲仙地獄で熱湯を使ったキリシタンの拷問・処刑を行うなど、キリシタンや年貢を納められない農民に対し残忍な拷問・処刑を行ったことが、オランダ商館長やポルトガル船長の記録に残っている。寛永6年（1629年）には長崎奉行・竹中重義に勧めて長崎中のキリシタンを雲仙に連行している。
さらに、キリシタン弾圧への取り組みを幕府に対しアピールするため、キリシタンの根拠地であるルソンの攻略を幕府に申し出る。重政は老中に次のような提案をした。
重政は自身の領土拡張の野心に加え、スペインによる日本侵略の脅威を主張してフィリピン侵略を正当化しようとしたが、スペイン国王フェリペ2世の時代には領土の急激な拡大によっておきた慢性的な兵の不足、莫大な負債などによって新たな領土の拡大に否定的になっており、スペインは領土防衛策に早くから舵を切っていた。
将軍徳川家光はマニラへの日本軍の派遣を確約することは控えたが、重政にその可能性を調査し、軍備を整えることを許した。1630年12月14日、重政は長崎奉行・竹中重義の協力を得て、吉岡九郎右衛門と木村権之丞という2人の家来をマニラに送り、スペインの守備を探らせた。彼らは商人に変装し、貿易の発展について話し合いたいとしてルソン島に渡航した。それぞれ10人の足軽を従えていたが、嵐の中の帰路、木村の部下は10名とも死亡した。マニラへの先遣隊は寛永9年（1631年）7月に日本へ帰国したが、寛永9年（1632年）7月までスペイン側は厳戒態勢をしいていた。
徳川家光はじめ幕閣の一部も乗り気になったため、先遣隊を派遣するなどして遠征準備に取りかかり、そのためのさらなる戦費を領民に課した。重政は軍備として3,000の弓と火縄銃を集めたという。
出兵実施の矢先の寛永7年（1630年）、小浜温泉で急死した。享年57。死因については暗殺説がある。指揮官である重政の急死によって、フィリピン侵略計画は頓挫した。

## 死後のフィリピン侵略計画
日本によるフィリピン侵略は寛永14年（1637年）、息子の松倉勝家の代においても検討がなされた。
遠征軍は勝家などの大名が将軍の代理として供給しなければならなかったが、人数については重政が計画していた2倍の1万人規模の遠征軍が想定されていた。フィリピン征服の司令官は勝家が有力であったが、同年におきた島原の乱によって遠征計画は致命的な打撃を受けた。

## 評価
- 奈良県五條市では、重政は新町地区の礎を築いた名君として「豊後様」と称えられている。江戸時代には重政に感謝する「松倉祭り」が行われたという記録があり、五條市新町の西方寺境内には重政追悼の碑が建てられている。2008年（平成20年）には、新町創設400周年を記念した行事も行われ、重政の顕彰碑が新町通り沿いに建立された[13]。
- 長崎県島原市では、重政は島原城を築城し城下町を整備した。産業では、千々石防風林を整備し、諏訪の池を築堤、ハゼノキを植林しローソクを生産するなど経営の基盤を築いた[14]。

## 系譜
- 父：松倉重信
- 母：秦楽寺氏
- 正室：筒井定慶の娘
- 生母不明の子女
  - 嫡男：松倉勝家
  - 男子：松倉重利
  - 男子：松倉三弥
  - 女子：藤堂嘉以正室
  - 女子：坊城俊昌室